# Marco Etcheverry
Marco Antonio Etcheverry Vargas (* 26. September 1970 in Santa Cruz de la Sierra) ist ein ehemaliger bolivianischer Fußballspieler.

## Karriere
Etcheverry bekam während seiner aktiven Zeit den Spitznamen „El Diablo verdadero y loquito“. Der für seinen linken Fuß berüchtigte Mittelfeldspieler spielte 71 mal für die Bolivianische Fußballnationalmannschaft. Seinen ersten Auftritt auf internationaler Bühne erlebte er beim WM-Eröffnungsspiel 1994 seines Heimatlandes Bolivien gegen Titelverteidiger Deutschland. Etcheverry wurde in der 79. Spielminute für Ramallo eingewechselt. Sein Einsatz war nach drei Minuten bereits wieder beendet, denn da zeigte ihm Schiedsrichter Arturo Brizio Carter aus Mexiko die Rote Karte.
Etcheverry spielte von 1996 bis zu seinem Karriereende 2003 in der Major League Soccer (MLS) für D.C. United in Washington. Mit dem Klub gewann er als Mannschaftskapitän dreimal den MLS Cup und wurde in der Saison 1998 als Most Valuable Player (wertvollster Spieler) ausgezeichnet. 2005 wurde er in die MLS All-Time Best XI (beste Elf aller Zeiten) gewählt.
Beim Olympischen Junioren-Fußballturnier von Singapur im August 2010 gehört Etcheverry zum Trainerstab der von Douglas Cuenca geführten bolivianischen U-15-Auswahl.